# Église Saint-Pierre-et-Saint-Paul de La Vallée-Mulâtre
L'église Saint-Pierre-et-Saint-Paul de La Vallée-Mulâtre est une église située à La Vallée-Mulâtre, en France.

## Localisation
L'église est située sur la commune de La Vallée-Mulâtre, dans le département de l'Aisne.

## Galerie

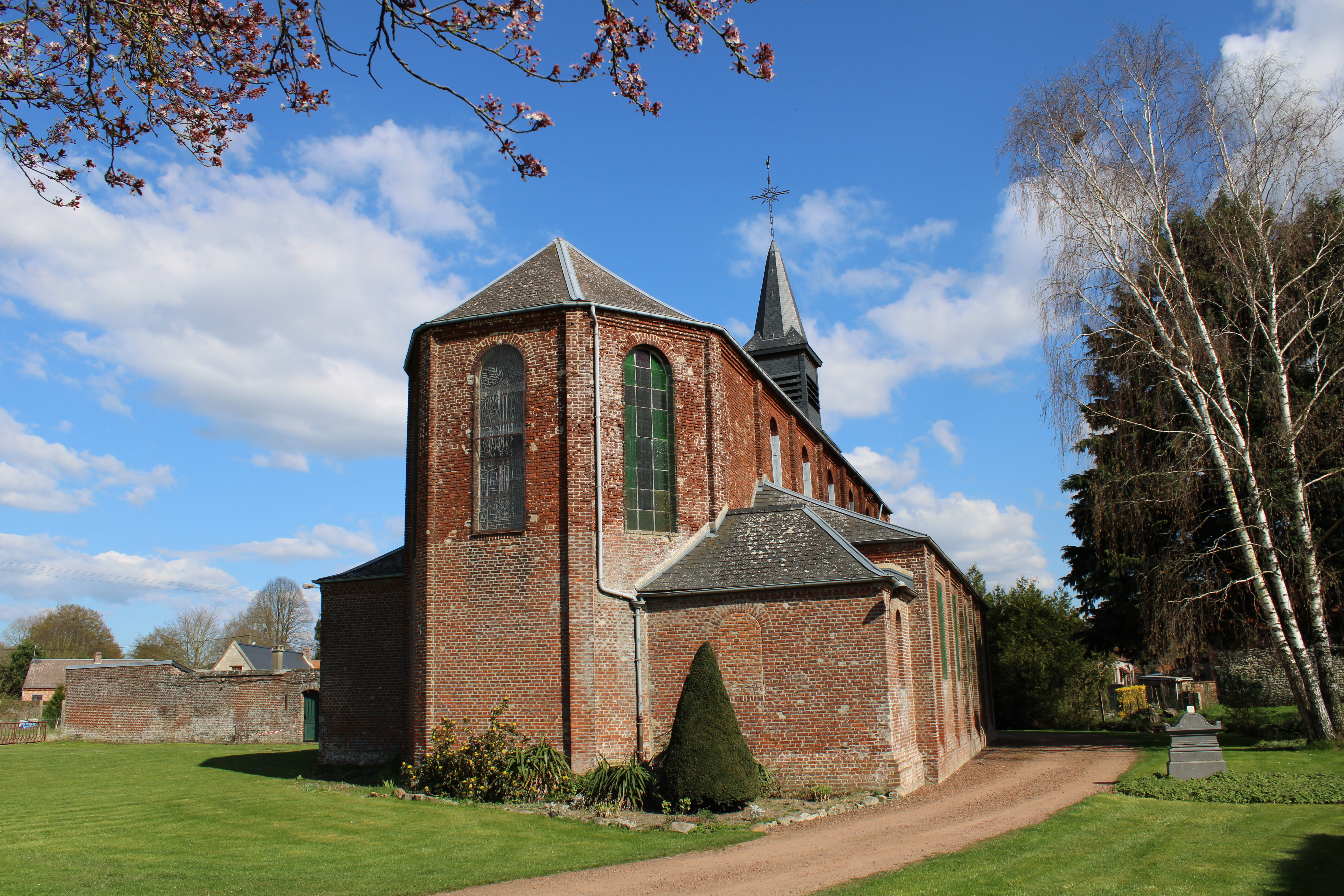
Chevet de l'église.